# Гаворрано
Гаворрано, Ґаворрано (італ. Gavorrano) — муніципалітет в Італії, у регіоні Тоскана,  провінція Гроссето.
Гаворрано розташоване на відстані близько 175 км на північний захід від Рима, 100 км на південь від Флоренції, 24 км на північний захід від Гроссето.
Населення — 8687 осіб (2014).
Щорічний фестиваль відбувається 28 серпня. Покровитель — San Giuliano.

## Демографія
Населення за роками:

Станом на 1 січня 2023 року в муніципалітеті офіційно проживало 948 іноземців з 56 країн, серед них 413 громадян країн Євросоюзу та 73 громадяни України.

## Сусідні муніципалітети
- Кастільйоне-делла-Пеская
- Гроссето
- Масса-Мариттіма
- Роккастрада
- Скарліно